# Тесленко Віктор Петрович
Віктор Петрович Тесленко (26 листопада 1933 року, село Царичанка, Дніпропетровська область — 7 листопада 1990 року) — радянський учений в галузі фізики верхньої атмосфери.

## Біографія
Народився 26 листопада 1933 року у с. Царичанка Дніпропетровської області в сім'ї тракториста.
Закінчив середню школу (1951, зі срібною медаллю), один курс Дніпропетровського гірничого інституту (1951—1952), Дніпропетровський державний університет, фізико-технічний факультет (1956).
У 1956—1963 працював в Свердловську в ОКБ-9 на посадах від інженера до начальника конструкторського бюро. Провідний розробник метеорологічного ракетного комплексу МР-12.
У 1963 році переведений в Обнінськ в Інститут експериментальної метеорології. У 1963—1969 рр. головний конструктор відділу, завідувач лабораторією філії, завідувач відділом ІЕМ, заступник директора — головний конструктор ІЕМ. Брав участь у створенні ракетних станцій зондування атмосфери в Арктиці на острові Хейса, в Капустиному Яру, на науково-дослідних суднах — ракетоносцях «Професор Візі» і «Професор Зубов».
У 1969—1975 рр. начальник — головний конструктор Центрального конструкторського бюро гідрометеорологічного приладобудування. У 1972 році захистив кандидатську дисертацію по темі «Метеорологічний ракетний комплекс МР-12 і його використання в дослідженнях верхньої атмосфери».
З 1975 директор ІЕМ. З 1986 року генеральний директор організованого на базі ІЕМ НВО «Тайфун» .

## Нагороди
Нагороджений орденами Жовтневої Революції, Трудового Червоного Прапора, медалями, знаком «Відмінник Гідрометеослужби СРСР», медаллю Національного центру космічних досліджень Франції, золотою медаллю ВДНГ.